# Otto Werner (Mediziner)
Carl Wilhelm Otto Werner (* 1. Februar 1879 in Flensburg; † 5. Juni 1936 in Eddelak, Schleswig-Holstein) war ein deutscher Mediziner. Bekanntheit erlangte er über seine Studien zur krankhaften vorzeitigen Alterung. Das Werner-Syndrom wurde nach ihm benannt.

## Leben
Werner studierte an der Christian-Albrechts-Universität zu Kiel Medizin. Im Rahmen seiner Dissertation aus dem Jahr 1904, „Über Katarakt in Verbindung mit Sklerodermie“, beschrieb er erstmals das Werner-Syndrom als eigenständige Krankheitsentität. Anhand von vier Geschwistern, die diese Krankheit mit Anfang 30 bekommen hatten, beschrieb er den Krankheitsverlauf.
Am Anfang seines Berufslebens arbeitete er 1904 als Armeearzt einer Infanterieeinheit in Schleswig-Holstein. Im Ersten Weltkrieg war er u. a. Schiffsarzt auf der Thetis. Ab 1919 war er am Leberkrebs erkrankt. Später war Werner als praktischer Arzt in dem Ort Eddelak tätig. 1936 starb er an Leberkrebs.

## Werke
- Über Katarakt in Verbindung mit Sklerodermie. Dissertation Universität Kiel. Kiel: Schmidt & Klaunig 1904.